# Saison 2022-2023 du Racing 92
Cette page présente la saison 2022-2023 du Racing 92 en Top 14, en Champions Cup et en Challenge Cup.
Éliminé en barrage de la saison 2021-2022 du Top 14, le Racing 92 aborde la saison 2022-2023 sans la présence de plusieurs cadres qui ont quitté le club à l'intersaison comme Maxime Machenaud ou Teddy Thomas. En Champions Cup, le Racing devra affronter le Leinster et les Harlequins durant les matchs de la poule A.

## Entraîneurs
À l'intersaison, l'anglais Rory Teague remplace Mike Prendergast comme entraîneur de l'attaque. L'irlandais quitte le club pour des raisons familiale et rejoint le staff du Munster.
- Laurent Travers : directeur général du rugby
- Didier Casadeï : entraîneur des avants
- Rory Teague : entraîneur des trois-quarts
- Dimitri Szarzewski : entraîneur de la défense
- Philippe Doussy : entraîneur de la technique individuelle (skills) et du jeu au pied

## Transferts et prolongations
À l'intersaison, le Racing doit faire face au départ de plusieurs joueurs : Teddy Thomas, Yoan Tanga Mangene et Georges-Henri Colombe partent au Stade rochelais, Victor Moreaux rejoint l'USA Perpignan, Maxime Machenaud l'Aviron bayonnais, Teddy Baubigny le RC Toulon et Mitch Short l'AS Béziers. De plus, l'arrière Kurtley Beale retourne aux Waratahs après deux saisons dans les Hauts-de-Seine.
Si certains jeunes joueurs, comme Jordan Joseph, restent en prêts, le Racing s'active sur le marché des transferts pour remplacer ces joueurs. Il enregistre ainsi l'arrivée des talonneurs Peniami Narisia, de Brive et Janick Tarrit de Nevers. Ils signent aussi l'arrivée du 3e ligne briviste Kitione Kamikamica, de l'arrière sud-africain des Stormers Warrick Gelant, de l'ailier fidjien de Zebre Parma Asaeli Tuivuaka et du 2e ligne néo-zélandais Veikoso Poloniati, de la franchise des Moana Pasifika. Le 30 juin, dernier jour du marché estival des transferts, le Midi olympique annonce que le deuxième ligne français Cameron Woki rejoindra le Racing dès le lendemain. L'arrivée de Cameron Woki pousse les dirigeants franciliens à alléger leur masse salariale, ce qui pousse Baptiste Pesenti, déjà pressenti au Stade français, à signer chez les soldats roses, et Luke Jones à résilier sa dernière année de contrat pour retourner en Australie. Après avoir fait partie de l'équipe de Supersevens du Racing, l'ailier supersonique de retour de NFL, Christian Wade, s'engage pour un an avec le club des Hauts-de-Seine, afin de combler la blessure de Regan Grace. L'ailier écossais de Worcester, Duhan van der Merwe, avait également été approché par les recruteurs franciliens, son club étant dans une situation de faillite, mais la fédération écossaise avait refusé que son joueur quitte le Royaume-Uni, mettant fin aux discussions.
Alors que la première journée de Top 14 s'est déjà jouée, le staff du Racing apprend que la commission médicale de la LNR interdit à Virimi Vakatawa de poursuivre à jouer au niveau professionnel en France, à la suite de problèmes cardiaques pour lesquels le joueur était suivi depuis la Coupe du monde 2019. Cet arrêt brutal suscita une vague de soutien pour le joueur parmi les différentes figures du championnat et du rugby en général. Afin de combler son départ, le staff francilien recruta le centre biarrot Francis Saili, dès le lendemain de l'annonce.
Alors que le club des Wasps est placé sous tutelle à la suite de difficultés financières le 17 octobre, le Racing réussi à faire signer le pilier anglais Biyi Alo, qui s'est donc vu licencié de son club. La venue du pilier est officialisée le 21 octobre, après que le pilier ait passé une semaine d'essais au Plessis-Robinson.
Attendu seulement au début de la saison 2023-2024, l'ailier fidjien Vinaya Habosi se retrouve sans club, sa franchise des Fijian Drua l'ayant licencié pour "violation du Code de conduite de l'équipe" le 7 février 2023. Le 15 février, le dirigeant francilien annonce son arrivée immédiate au Racing pour pallier la rechute du Gallois Regan Grace, blessé depuis le début de la saison.

## Effectif

### Effectif professionnel
| Nom                 | Poste            | Naissance         | Nationalité sportive | International | Dernier club          | Arrivée au club (année) |
| ------------------- | ---------------- | ----------------- | -------------------- | ------------- | --------------------- | ----------------------- |
| Biyi Alo            | Pilier           | 16 mars 1994      | Angleterre           | -             | Wasps                 | 2022                    |
| Eddy Ben Arous      | Pilier           | 25 août 1990      | France               | 20 (0)        | Formé au club         | 2010                    |
| Guram Gogichashvili | Pilier           | 4 septembre 1998  | Géorgie              | 34 (10)       | RC Locomotive         | 2018                    |
| Cedate Gomes Sa     | Pilier           | 7 août 1993       | France               | 10 (5)        | Formé au club         | 2014                    |
| Gia Kharaishvili    | Pilier           | 13 février 1999   | Géorgie              | 6 (0)         | Formé au club         | 2018                    |
| Hassane Kolingar    | Pilier           | 6 mars 1998       | France               | 3 (0)         | Formé au club         | 2019                    |
| Thomas Moukoro      | Pilier           | 1er janvier 2002  | France               | -             | Formé au club         | 2023                    |
| Trevor Nyakane      | Pilier           | 4 mai 1989        | Afrique du Sud       | 53 (5)        | Bulls                 | 2021                    |
| Ali Oz              | Pilier           | 28 mai 1995       | France               | -             | FC Grenoble           | 2019                    |
| Camille Chat        | Talonneur        | 18 décembre 1995  | France               | 33 (10)       | Formé au club         | 2013                    |
| Peniami Narisia     | Talonneur        | 10 juin 1997      | Fidji                | 1 (0)         | CA Brive              | 2022                    |
| Janick Tarrit       | Talonneur        | 29 octobre 1998   | France               | -             | USON Nevers           | 2022                    |
| Anton Bresler       | 2e ligne         | 16 février 1988   | Namibie              | -             | Worcester Warriors    | 2021                    |
| Bernard Le Roux     | 2e ligne         | 4 juin 1989       | France               | 47 (0)        | Boland Cavaliers      | 2009                    |
| Boris Palu          | 2e ligne         | 4 février 1996    | France               | 2 (0)         | Formé au club         | 2015                    |
| Veikoso Poloniati   | 2e ligne         | 27 août 1995      | Tonga                | 3 (5)         | Moana Pasifika        | 2022                    |
| Cameron Woki        | 2e ligne         | 7 novembre 1998   | France               | 19 (5)        | Union Bordeaux Bègles | 2022                    |
| Baptiste Chouzenoux | 3e ligne aile    | 7 août 1993       | France               | -             | Aviron bayonnais      | 2017                    |
| Ibrahim Diallo      | 3e ligne aile    | 26 janvier 1998   | France               | 2 (0)         | Formé au club         | 2018                    |
| Anthime Hemery      | 3e ligne aile    | 9 janvier 2001    | France               | -             | Formé au club         | 2021                    |
| Kitione Kamikamica  | 3e ligne aile    | 27 avril 1996     | Fidji                | 4 (0)         | CA Brive              | 2022                    |
| Wenceslas Lauret    | 3e ligne aile    | 28 mars 1989      | France               | 27 (5)        | Biarritz olympique    | 2013                    |
| Fabien Sanconnie    | 3e ligne aile    | 21 février 1995   | France               | 5 (0)         | CA Brive              | 2018                    |
| Teddy Iribaren      | Demi de mêlée    | 25 septembre 1990 | France               | 2 (0)         | CA Brive              | 2017                    |
| Nolann Le Garrec    | Demi de mêlée    | 14 mai 2002       | France               | -             | Formé au club         | 2020                    |
| Antoine Gibert      | Demi d'ouverture | 31 décembre 1997  | France               | -             | Formé au club         | 2019                    |
| Finn Russell        | Demi d'ouverture | 23 septembre 1992 | Écosse               | 68 (276)      | Glasgow Warriors      | 2018                    |
| Ben Volavola        | Demi d'ouverture | 13 janvier 1991   | Fidji                | 43 (284)      | USA Perpignan         | 2021                    |
| Henry Chavancy      | Centre           | 22 mai 1988       | France               | 5 (10)        | Formé au club         | 2007                    |
| Gaël Fickou         | Centre           | 26 mars 1994      | France               | 76 (60)       | Stade Français Paris  | 2021                    |
| Olivier Klemenczak  | Centre           | 1er juin 1996     | France               | -             | US Dax                | 2018                    |
| Francis Saili       | Centre           | 16 février 1991   | Nouvelle-Zélande     | 2 (0)         | Biarritz olympique    | 2022                    |
| Inia Tabuavou       | Centre           | 31 août 2002      | Fidji                | -             | Formé au club         | 2022                    |
| Louis Dupichot      | Ailier           | 23 septembre 1995 | France               | -             | Section paloise       | 2017                    |
| Regan Grace         | Ailier           | 12 décembre 1996  | Pays de Galles       | XIII - 5 (4)  | St Helens RLFC        | 2022                    |
| Juan Imhoff         | Ailier           | 11 mai 1988       | Argentine            | 41 (80)       | Duendes RC            | 2011                    |
| Donovan Taofifénua  | Ailier           | 30 mars 1999      | France               | -             | ASM Clermont          | 2020                    |
| Christian Wade      | Ailier           | 15 mai 1991       | Angleterre           | 2 (0)         | Sans club             | 2022                    |
| Asaeli Tuivuaka     | Ailier           | 22 décembre 1995  | Fidji                | VII - 46 (75) | Zebre Parma           | 2022                    |
| Enzo Benmegal       | Ailier           | 26 mars 2003      | France               | -             | Formé au club         | 2022                    |
| Vinaya Habosi       | Ailier           | 30 janvier 2000   | Fidji                | 4 (5)         | Fijian Drua           | 2023                    |
| Warrick Gelant      | Arrière          | 20 mai 1995       | Afrique du Sud       | 11 (15)       | Stormers              | 2022                    |
| Max Spring          | Arrière          | 15 mars 2001      | France               | 1 (0)         | Formé au club         | 2020                    |

## Déroulement de la saison

### Matchs amicaux
Le Racing joue deux matchs amicaux avant de lancer la saison, contre l'USA Perpignan et le CA Brive. Il s'impose sans trembler face au perpignanais (28-14), pour la première de Cameron Woki en ciel-et-blanc. Une semaine plus tard, ils sont défaits par Brive dans le cadre du challenge Calou-Veyssière (20-15). 
| 19 août 2022 19 h 30 | USA Perpignan                                                                | 14 - 28 (7 - 14) | Racing 92 | Stade Aimé-Giral, Perpignan 5 239 spectateurs Arbitre : Mathieu Raynal |
| 19 août 2022 19 h 30 | Essai(s) : 2 Acebes (3e), Tadjer (45e) Transformation(s) : 2 Tedder (3e,45e) |                  | Essai(s) : 4 Dupichot (19e), Leraître (38e), Tabet (59e), Baudonne (71e) Transformation(s) : 4 Gibert (19e,38e), Russell (59e,71e) Carton(s) jaune(s) : 1 Bresler (75e) | Stade Aimé-Giral, Perpignan 5 239 spectateurs Arbitre : Mathieu Raynal |
| 19 août 2022 19 h 30 |                                                                              |                  | | Stade Aimé-Giral, Perpignan 5 239 spectateurs Arbitre : Mathieu Raynal |

| 26 août 2022 19 h | CA Brive | 20 - 15 (17 - 5) | Racing 92 | Stade André Beaudry, Terrasson-Lavilledieu Arbitre : Vincent Blasco-Baque |
| 26 août 2022 19 h | Essai(s) : 2 Lees (25e), Galletier (38e) Transformation(s) : 2 Olding (25e,38e) Pénalité(s) : 2 Olding (17e), Laranjeira (65e) Carton(s) jaune(s) : 1 Van der Merwe (4e) |                  | Essai(s) : 2 Le Garrec (11e), Tabuavou (58e) Transformation(s) : 1 Gibert (58e) Pénalité(s) : 1 Gibert (67e) Carton(s) jaune(s) : 1 Bresler (37e) | Stade André Beaudry, Terrasson-Lavilledieu Arbitre : Vincent Blasco-Baque |
| 26 août 2022 19 h | |                  | | Stade André Beaudry, Terrasson-Lavilledieu Arbitre : Vincent Blasco-Baque |

### Top 14

#### Phase régulière
Les Racingmen connaissent un début de saison assez mitigé, l'emportant toujours à domicile mais ayant dû mal à l'extérieur, face à de grandes équipes comme Toulouse (37-10), La Rochelle (24-19) ou Bordeaux (29-17), mais aussi par exemple contre le promu bayonnais (31-25), impressionnant sur ses terres durant tout le championnat. Lors de la 8e journée, le Racing livre un rude combat face aux champions en titre montpelliérains, dans un match à près de 70 points où ils se font remonter en fin de match, mais parviennent toutefois à l'emporter (38-31). La semaine suivante, il l'emporte à Brive, signant leur premier succès à l'extérieur de la saison (38-41), puis s'imposent deux fois largement à domicile, bonus à la clé, contre Perpignan (44-20) et Clermont (46-12). Juste avant d'entrer dans la parenthèse européenne, les ciels-et-blancs réalisent un grand coup en réussissant à s'imposer à Mayol, face aux toulonnais avec une équipe assez remaniée (14-31).

Ces bons résultats en championnat permettent ainsi au Racing d'atteindre la seconde place du classement juste avant les premiers matchs de Coupe d'Europe. Secoués lors de ceux-ci, les Racingmen enregistre un grosse baisse de forme, s'inclinant lourdement à domicile lors du derby francilien face au rival du Stade français la veille de Noël (10-48). 

Méconnaissables, les Racingmen se reprennent quelque peu lors du dernier jour de l'année, signant une belle prestation sur la pelouse de Castres mais concèdent le match nul en fin de match (26-26). La semaine suivante, il repartent avec le bonus défensif de Montpellier (17-12), dans un match très disputé qu'ils auraient pu remporter après la sirène, mais ils concèdent une pénalité en fin de match après avoir réussi à remonter tout le terrain. Après la seconde parenthèse européenne, où ils ont montré un meilleur visage sans toutefois réussir à se qualifier, se voyant déverser dans le Challenge européen, ils l'emportent in-extremis face à La Rochelle à domicile (39-36), après une pénalité sur la sirène de Finn Russel, auteur de 24 points au pied ce soir là. Les racingmen recolle ainsi à la quatrième place, sans se mettre totalement à l'abri. Lors de la 17e journée, privés des internationaux et de plusieurs blessés, le Racing est battu à Pau (38-19), ne glanant aucun point de bonus dans ce déplacement. Après une victoire peu convaincante à domicile face à Brive (34-24), les Racingmen subissent les vagues lyonnaises lors de la 19e journée, s'inclinant lourdement 45 à 11. Ils montrent plus de cœur lors de la réception de Toulouse une semaine plus tard, mais perdent un match dantesque, chaque équipe ayant inscrit 5 essais, et les ciels-et-blancs ayant presque réussi à remonter 16 points en 12 minutes. Les alto-sequanais se reprennent lors de la reprise après le Tournoi des Six Nations, l'emportant à Jean-Bouin lors du Derby parisien face au Stade français 17 à 13, et enchaînent la semaine suivante, dans un match délocalisé à Lens, face à Bordeaux-Bègles, empochant la victoire et le bonus offensif grâce à un essai de pénalité de dernière minute (31-28). Revenus bredouilles de Perpignan (défaite 30-21), les racingmen se reprennent, étrillant Bayonne 55 à 14 à l'Arena, après une deuxième période prolifique en essais, et assurent leur quatorzième qualification consécutive en phases finales la semaine suivante, à la suite d'une nouvelle victoire bonifiée (43-7), face à une équipe remaniée du RC Toulon, dans un match délocalisé au Havre. Deux semaines plus tard, le Racing est défait à Clermont, et finit la saison régulière à la 5e place, lui faisant jouer un match de barrage chez le 4e, en l'occurrence le voisin du Stade français. 

#### Phase finale

##### Barrages
5e de la phase régulière, le Racing se qualifie pour les barrages, devant se déplacer sur la pelouse du 4e, en l'occurence le Stade français, qu'il vainc douloureusement malgré un carton rouge des Parisiens dès la  5e minute.
| 3 juin 2023 14 h | Stade français | 20 - 33 (17-17) | Racing 92 | Stade Jean Bouin, Paris 18 691 spectateurs Arbitre : Pierre Brousset |
| 3 juin 2023 14 h | Essai(s) : 2 Macalou (33e), pénalité (40e+7) Transformation(s) : 1 Segonds (34e) Pénalité(s) : 2 Segonds (17e,69e) Carton(s) jaune(s) : 1 Pesenti (55e) Carton(s) rouge(s) : 1 Kremer (5e) |                 | Essai(s) : 3 Imhoff (10e), Lauret (19e), Fickou (19e) Transformation(s) : 3 Gibert (11e,20e), Russell (80e+1) Pénalité(s) : 4 Russell (26e,44e,52e,55e) Carton(s) jaune(s) : 2 Chat (38e), Ben Arous (43e) | Stade Jean Bouin, Paris 18 691 spectateurs Arbitre : Pierre Brousset |
| 3 juin 2023 14 h | |                 | | Stade Jean Bouin, Paris 18 691 spectateurs Arbitre : Pierre Brousset |

##### Demi-finale
| 9 juin 2023 21 h 5 | Stade toulousain | 41 - 14 (20-0) | Racing 92                                                                       | Stade d'Anoeta, Saint Sébastien Arbitre : Mathieu Raynal |
| 9 juin 2023 21 h 5 | Essai(s) : 5 Lebel (19e), Meafou (24e), Roumat (50e), Retière (57e), Cros (80e) Transformation(s) : 5 Ramos (20e,25e,51e,58e,80e+1) Pénalité(s) : 2 Ramos (34e,41e) |                | Essai(s) : 2 Fickou (70e), Diallo (75e) Transformation(s) : 2 Russell (71e,76e) | Stade d'Anoeta, Saint Sébastien Arbitre : Mathieu Raynal |
| 9 juin 2023 21 h 5 | |                |                                                                                 | Stade d'Anoeta, Saint Sébastien Arbitre : Mathieu Raynal |

### Compétitions de l'EPCR

#### Matchs de poule - Champions Cup
Dans la poule A de Champions Cup, le Racing affronte les Irlandais du Leinster et les londoniens des Harlequins en phase de poule.
| Samedi 10 décembre 2022 14 h | Racing 92 | 10 - 42 (bo) (3 - 21) | Leinster | Stade Océane, Le Havre 14 245 spectateurs Arbitre : Luke Pearce |
| Samedi 10 décembre 2022 14 h | Essai(s) : 1 Wade (74e) Transformation(s) : 1 Russell (75e) Pénalité(s) : 1 Russell (24e) Carton(s) jaune(s) : 2 Chat (30e), Le Garrec (62e) |                       | Essai(s) : 6 Porter (3e), Sheehan (32e), Ringrose (37e), van der Flier (61e,79e), E.Byrne (69e) Transformation(s) : 6 R.Byrne (4e,34e,38e,62e), H.Byrne (70e,80e) | Stade Océane, Le Havre 14 245 spectateurs Arbitre : Luke Pearce |
| Samedi 10 décembre 2022 14 h | |                       | | Stade Océane, Le Havre 14 245 spectateurs Arbitre : Luke Pearce |

| Dimanche 18 décembre 2022 18 h 30 | Harlequins                                                                     | 14 - 10 (bd) (7-10) | Racing 92 | Twickenham Stoop, Twickenham 7 444 spectateurs Arbitre : Craig Evans |
| Dimanche 18 décembre 2022 18 h 30 | Essai(s) : 2 Head (2e), Esterhuizen (48e) Transformation(s) : 2 Allan (3e,49e) |                     | Essai(s) : 1 Kamikamica (39e) Transformation(s) : 1 Russell (40e) Pénalité(s) : 1 Russell (13e) Carton(s) rouge(s) : 1 Kamikamica (50e) | Twickenham Stoop, Twickenham 7 444 spectateurs Arbitre : Craig Evans |
| Dimanche 18 décembre 2022 18 h 30 |                                                                                |                     | | Twickenham Stoop, Twickenham 7 444 spectateurs Arbitre : Craig Evans |

| 15 janvier 2023 16 h 15 | Racing 92 | 30 - 29 (bo) (bd) (14-3) | Harlequins | Paris La Défense Arena, Nanterre 10 319 spectateurs Arbitre : Andrew Brace |
| 15 janvier 2023 16 h 15 | Essai(s) : 3 Fickou (5e), Kamikamica (35e), Saili (41e) Transformation(s) : 3 Russell (6e,36e,42e) Pénalité(s) : 3 Russell (55e,69e), Le Garrec (78e) Carton(s) jaune(s) : 3 Taofifénua (72e), Ben Arous (73e), Russell (76e) |                          | Essai(s) : 4 Care (45e), Murley (50e,64e), essai de pénalité (77e) Transformation(s) : 2 Smith (46e,51e) Pénalité(s) : 1 Smith (25e) Carton(s) jaune(s) : 2 Morris (52e), Dombrandt (59e) | Paris La Défense Arena, Nanterre 10 319 spectateurs Arbitre : Andrew Brace |
| 15 janvier 2023 16 h 15 | |                          | | Paris La Défense Arena, Nanterre 10 319 spectateurs Arbitre : Andrew Brace |

| 21 janvier 2023 16 h 15 | Leinster | (bo) 36 - 10 (7-5) | Racing 92                             | Aviva Stadium, Dublin 42 000 spectateurs Arbitre : Matthew Carley |
| 21 janvier 2023 16 h 15 | Essai(s) : 6 O'Brien (15e,73e), Keenan (53e,69e), van der Flier (66e), Ringrose (80e), Transformation(s) : 3 R. Byrne (15e,69e), H. Byrne (80e), Carton(s) jaune(s) : 1 Larmour (28e) |                    | Essai(s) : 2 Tarrit (32e), Wade (48e) | Aviva Stadium, Dublin 42 000 spectateurs Arbitre : Matthew Carley |
| 21 janvier 2023 16 h 15 | |                    |                                       | Aviva Stadium, Dublin 42 000 spectateurs Arbitre : Matthew Carley |

Après avoir été écrasé par la province du Leinster au Havre (10-42), le Racing échoue de peu chez les Harlequins (14-10) et doit attendre de recevoir ces derniers pour s'offrir sa première victoire en Champions Cup, dans un match disputé qu'il finit à 12 contre 15, ne s'imposant que d'un petit point (30-29) après avoir subi le retour des Anglais en deuxième mi-temps. Une semaine plus tard, ils retrouvent les Leinstermen, si les ciels et blancs rivalisèrent durant une heure, n'étant mené que 12 à 10, ils s'effondrèrent dans les dernières minutes et perdirent 36 à 10. Ces résultats, décevant pour le club qui avait de la Coupe d'Europe l'une de ses priorités, ne leur permet pas de se qualifier pour les phases finales, pour la première fois depuis 2017, le Racing est donc repêché pour jouer celles de la Challenge Cup, compétition qu'il ne dispute que pour la deuxième fois de son histoire. Il affrontera donc les Lions, franchise sud-africaine ayant nouvellement intégré le circuit européen.

#### En phase finale - Challenge Cup

##### Huitièmes de finale
Qualifié en huitième de finale de la Challenge Cup après leurs mauvais résultats en poule de Champions Cup, les racingmen se déplacent à Johannesbourg pour affronter une franchise sud-africaine, une première pour les ciels-et-blancs. Ils n'alignent cependant qu'une équipe remaniée et sont défaits 51 à 28 malgré une supériorité numérique durant 60 minutes.
| 1er avril 2023 18 h 30 | Lions | 51 - 28 (27-14) | Racing 92 | Emirates Airline Park, Johannesbourg 2 894 spectateurs Arbitre : Karl Dickson |
| 1er avril 2023 18 h 30 | Essai(s) : 7 Louw (6e,52e), van der Merwe (9e), Maxwane (22e), Venter (40e+1), Lombard (54e), Nohamba (67e) Transformation(s) : 5 Nohamba (7e,40e+2,53e,55e,68e) Pénalité(s) : 2 Nohamba (17e), Coetzee (80e) Carton(s) rouge(s) : 1 Tshituka (20e) |                 | Essai(s) : 4 Moukoro (12e,28e), Volavola (48e), Taofifénua (60e) Transformation(s) : 4 Le Garrec (13e,29e,49e), Spring (61e) | Emirates Airline Park, Johannesbourg 2 894 spectateurs Arbitre : Karl Dickson |
| 1er avril 2023 18 h 30 | |                 | | Emirates Airline Park, Johannesbourg 2 894 spectateurs Arbitre : Karl Dickson |

## Calendrier et résultats

### En Supersevens
| Étape   | Stade                  | Ville       | Date             | Nombre de participants | Vainqueur              | Place du Racing |
| ------- | ---------------------- | ----------- | ---------------- | ---------------------- | ---------------------- | --------------- |
| Étape 1 | Stade Aimé-Giral       | Perpignan   | 13 août 2022     | 16                     | Section paloise sevens | 3e              |
| Étape 2 | Stade Marcel-Deflandre | La Rochelle | 20 août 2022     | 16                     | Monaco rugby sevens    | 8e              |
| Étape 3 | Stade du Hameau        | Pau         | 27 août 2022     | 16                     | Monaco rugby sevens    | 3e              |
| Finale  | Paris La Défense Arena | Nanterre    | 19 novembre 2022 | 8                      | Monaco rugby sevens    | 3e              |

### Top 14, Champions Cup et Challenge Cup
| Date du match     | Heure      | Domicile              | Extérieur             | Score   | Lieu du match          | Diffusion TV           | Compétition                 | Classement |
| ----------------- | ---------- | --------------------- | --------------------- | ------- | ---------------------- | ---------------------- | --------------------------- | ---------- |
| 3 septembre 2022  | 15:00 CEST | Racing 92             | Castres olympique     | 25 - 19 | Paris La Défense Arena | Canal+                 | 01re journée de Top 14      | 2e         |
| 10 septembre 2022 | 17:00 CEST | Aviron bayonnais      | Racing 92             | 31 - 25 | Stade Jean Dauger      | Rugby+                 | 02e journée de Top 14       | 7e         |
| 17 septembre 2022 | 17:00 CEST | Racing 92             | Lyon OU               | 32 - 19 | Paris La Défense Arena | Rugby+                 | 03e journée de Top 14       | 4e         |
| 24 septembre 2022 | 21:05 CEST | Stade toulousain      | Racing 92             | 37 - 10 | Stade Ernest-Wallon    | Canal+                 | 04e journée de Top 14       | 9e         |
| 1er octobre 2022  | 21:05 CEST | Stade rochelais       | Racing 92             | 24 - 19 | Stade Marcel-Deflandre | Canal+                 | 05e journée de Top 14       | 8e         |
| 8 octobre 2022    | 17:00      | Racing 92             | Section paloise       | 26 - 13 | Paris La Défense Arena | Rugby+                 | 06e journée de Top 14       | 8e         |
| 15 octobre 2022   | 21:05      | Union Bordeaux Bègles | Racing 92             | 29 - 17 | Stade Chaban-Delmas    | Canal+                 | 07e journée de Top 14       | 11e        |
| 22 octobre 2022   | 15:00      | Racing 92             | Montpellier HR        | 38 - 31 | Paris La Défense Arena | Canal+ Sport           | 08e journée de Top 14       | 8e         |
| 29 octobre 2022   | 17:00      | CA Brive              | Racing 92             | 38 - 43 | Stade Amédée-Domenech  | Rugby+                 | 09e journée de Top 14       | 6e         |
| 5 novembre 2022   | 17:00      | Racing 92             | USA Perpignan         | 44 - 20 | Paris La Défense Arena | Rugby+                 | 10e journée de Top 14       | 3e         |
| 27 novembre 2022  | 17:00      | Racing 92             | ASM Clermont          | 46 - 12 | Paris La Défense Arena | Canal+                 | 11e journée de Top 14       | 3e         |
| 4 décembre 2022   | 21:05      | RC Toulon             | Racing 92             | 14 - 31 | Stade Mayol            | Canal+                 | 12e journée de Top 14       | 2e         |
| 10 décembre 2022  | 14:00      | Racing 92             | Leinster              | 10 - 42 | Paris La Défense Arena | beIN Sports 2          | 1re journée d'ERCC1         | 12e        |
| 18 décembre 2022  | 18:30      | Harlequins            | Racing 92             | 14 - 10 | Twickenham Stoop       | beIN Sports 2          | 2e journée d'ERCC1          | 11e        |
| 24 décembre 2022  | 21:00      | Racing 92             | Stade français        | 10 - 48 | Paris La Défense Arena | Canal+                 | 13e journée de Top 14       | 3e         |
| 31 décembre 2022  | 17:00      | Castres olympique     | Racing 92             | 26 - 26 | Stade Pierre-Fabre     | Rugby+                 | 14e journée de Top 14       | 4e         |
| 8 janvier 2023    | 21:00      | Montpellier HR        | Racing 92             | 17 - 12 | GGL Stadium            | Canal+                 | 15e journée de Top 14       | 5e         |
| 15 janvier 2023   | 16:15      | Racing 92             | Harlequins            | 30 - 29 | Paris La Défense Arena | France 2 beIN Sports 1 | 03e journée d'ERCC1         | 8e         |
| 21 janvier 2023   | 16:15      | Leinster              | Racing 92             | 36 - 10 | Aviva Stadium          | beIN Sports MAX 10     | 04e journée d'ERCC1         | 10e        |
| 28 janvier 2023   | 21:00      | Racing 92             | Stade rochelais       | 39 - 36 | Paris La Défense Arena | Canal+                 | 16e journée de Top 14       | 4e         |
| 4 février 2023    | 17:00      | Section paloise       | Racing 92             | 38 - 19 | Stade du Hameau        | Rugby+                 | 17e journée de Top 14       | 5e         |
| 18 février 2023   | 17:00      | Racing 92             | CA Brive              | 34 - 24 | Paris La Défense Arena | Rugby+                 | 18e journée de Top 14       | 5e         |
| 25 février 2023   | 17:00      | Lyon OU               | Racing 92             | 45 - 11 | Matmut Stadium Gerland | Rugby+                 | 19e journée de Top 14       | 7e         |
| 5 mars 2023       | 21:05      | Racing 92             | Stade toulousain      | 35 - 39 | Paris La Défense Arena | Canal+                 | 2e journée de Top 14        | 8e         |
| 26 mars 2023      | 21:05      | Stade français        | Racing 92             | 13 - 17 | Stade Jean-Bouin       | Canal+                 | 21e journée de Top 14       | 7e         |
| 1er avril 2023    | 18:30      | Lions                 | Racing 92             | 51 - 28 | Free State Stadium     | beIN Sports MAX 5      | Huitièmes de finale d'ERCC2 | Éliminé    |
| 15 avril 2023     | 15:00      | Racing 92             | Union Bordeaux Bègles | 31 - 28 | Stade Bollaert-Delelis | Canal+ Sport           | 22e journée de Top 14       | 6e         |
| 22 avril 2023     | 17:00      | USA Perpignan         | Racing 92             | 30 - 21 | Stade Aimé-Giral       | Rugby+                 | 23e journée de Top 14       | 7e         |
| 6 mai 2023        | 17:00      | Racing 92             | Aviron bayonnais      | 55 - 14 | Paris La Défense Arena | Rugby+                 | 24e journée de Top 14       | 4e         |
| 13 mai 2023       | 21:05      | Racing 92             | RC Toulon             | 43 - 7  | Stade Mayol            | Canal+                 | 25e journée de Top 14       | 4e         |
| 28 mai 2023       | 21:05      | ASM Clermont          | Racing 92             | 32 - 25 | Stade Marcel-Michelin  | Rugby+                 | 26e journée de Top 14       | 5e         |
| 3 juin 2023       | 14:00      | Stade français        | Racing 92             | 20 - 33 | Stade Jean Bouin       | Canal+                 | Barrage de Top 14           | Qualifié   |
| 9 juin 2023       | 21:05      | Stade toulousain      | Racing 92             | 41-14   | Stade d'Anoeta         | Canal+                 | Demi-finale de Top 14       | Éliminé    |

## Classement
Évolution du classement en phase régulière du Top 14
Le graphique qui aurait dû être présenté ici ne peut pas être affiché car il utilise l'ancienne extension Graph, désactivée pour des questions de sécurité. Des indications pour créer un nouveau graphique avec la nouvelle extension Chart sont disponibles ici.

### Classement Top 14
Le Racing 92 finit 5e de la saison régulière, se qualifiant ainsi directement pour la Champions Cup 2023-2024 et les barrages de Top 14. Ayant battu le Stade français en barrages et accédant ainsi aux demies finales, le Racing obtient la 3eplace du classement général de la saison, les deux équipes le précédant ayant échoué en barrages.
| Rang | Club                  | J  | V  | N | D  | Em | Ee | Bo | Bd | Pm  | Pe  | Diff | Pts |
| ---- | --------------------- | -- | -- | - | -- | -- | -- | -- | -- | --- | --- | ---- | --- |
| 1    | Stade toulousain      | 26 | 17 | 1 | 8  | 76 | 44 | 9  | 2  | 682 | 474 | +208 | 81  |
| 2    | Stade rochelais C1    | 26 | 17 | 0 | 9  | 75 | 48 | 7  | 3  | 673 | 479 | +194 | 78  |
| 3    | Lyon OU               | 26 | 14 | 1 | 11 | 81 | 60 | 4  | 5  | 688 | 626 | +62  | 67  |
| 4    | Stade français Paris  | 26 | 13 | 2 | 11 | 63 | 48 | 5  | 6  | 616 | 480 | +136 | 67  |
| 5    | Racing 92             | 26 | 14 | 1 | 11 | 80 | 77 | 5  | 3  | 734 | 684 | +50  | 66  |
| 6    | Union Bordeaux Bègles | 26 | 13 | 1 | 12 | 53 | 48 | 4  | 5  | 576 | 501 | +75  | 63  |
| 7    | RC Toulon C2          | 26 | 14 | 0 | 12 | 65 | 57 | 3  | 2  | 588 | 557 | +31  | 61  |
| 8    | Aviron bayonnais P    | 26 | 13 | 1 | 12 | 57 | 75 | 2  | 2  | 596 | 662 | -66  | 58  |
| 9    | Castres olympique     | 26 | 13 | 1 | 12 | 43 | 58 | 1  | 2  | 532 | 635 | -103 | 57  |
| 10   | ASM Clermont          | 26 | 11 | 1 | 14 | 68 | 67 | 4  | 6  | 588 | 627 | -39  | 56  |
| 11   | Montpellier HR T      | 26 | 11 | 0 | 15 | 68 | 62 | 4  | 6  | 624 | 617 | +7   | 54  |
| 12   | Section paloise       | 26 | 10 | 1 | 15 | 69 | 72 | 5  | 5  | 591 | 634 | -43  | 52  |
| 14   | USA Perpignan         | 26 | 10 | 0 | 16 | 54 | 87 | 0  | 3  | 503 | 724 | -221 | 43  |
| 13   | CA Brive              | 26 | 7  | 0 | 19 | 41 | 85 | 1  | 7  | 440 | 731 | -291 | 36  |

## Affluence à domicile
Affluence pour les matchs du Racing 92 en Top 14 et en Champions Cup à la Paris La Défense Arena (En raison d'un concert, le match de la première journée de Champions Cup est délocalisé au Havre) .
Le graphique qui aurait dû être présenté ici ne peut pas être affiché car il utilise l'ancienne extension Graph, désactivée pour des questions de sécurité. Des indications pour créer un nouveau graphique avec la nouvelle extension Chart sont disponibles ici.

## Statistiques

### Points

#### Championnat de France
| Rang | Joueur             | Poste            | Points | Essais | Transf. | Pén. | Drops |
| ---- | ------------------ | ---------------- | ------ | ------ | ------- | ---- | ----- |
| 1    | Finn Russell       | Demi d'ouverture | 239    | 2      | 41      | 49   | -     |
| 2    | Antoine Gibert     | Demi d'ouverture | 122    | 8      | 14      | 18   | -     |
| 3    | Nolann Le Garrec   | Demi de mêlée    | 46     | 3      | 8       | 5    | -     |
| 4    | Gaël Fickou        | Centre           | 35     | 7      | -       | -    | -     |
| 5    | Juan Imhoff        | Ailier           | 30     | 6      | -       | -    | -     |
| 6    | Olivier Klemenczak | Centre           | 25     | 5      | -       | -    | -     |
| -    | Christian Wade     | Ailier           | 25     | 5      | -       | -    | -     |
| -    | Max Spring         | Arrière          | 25     | 5      | -       | -    | -     |
| -    | Donovan Taofifénua | Ailier           | 25     | 5      | -       | -    | -     |
| -    | Wenceslas Lauret   | 3e ligne aile    | 25     | 5      | -       | -    | -     |
| 11   | Vinaya Habosi      | Ailier           | 20     | 4      | -       | -    | -     |
| -    | Kitione Kamikamica | 3e ligne centre  | 20     | 4      | -       | -    | -     |
| 13   | Teddy Iribaren     | Demi de mêlée    | 19     | 1      | 4       | 2    | -     |
| 14   | Francis Saili      | Centre           | 15     | 3      | -       | -    | -     |
| -    | Maxime Baudonne    | 3e ligne aile    | 15     | 3      | -       | -    | -     |

| Rang | Joueur              | Poste            | Essais |
| ---- | ------------------- | ---------------- | ------ |
| 1    | Antoine Gibert      | Demi d'ouverture | 8      |
| 2    | Gaël Fickou         | Centre           | 7      |
| 3    | Juan Imhoff         | Ailier           | 6      |
| 4    | Olivier Klemenczak  | Centre           | 5      |
| -    | Christian Wade      | Ailier           | 5      |
| -    | Max Spring          | Arrière          | 5      |
| -    | Donovan Taofifénua  | Ailier           | 5      |
| -    | Wenceslas Lauret    | 3e ligne aile    | 5      |
| 9    | Vinaya Habosi       | Ailier           | 4      |
| -    | Kitione Kamikamica  | 3e ligne centre  | 4      |
| 11   | Francis Saili       | Centre           | 3      |
| -    | Maxime Baudonne     | 3e ligne aile    | 3      |
| -    | Nolann Le Garrec    | Demi de mêlée    | 3      |
| 14   | Finn Russell        | Demi d'ouverture | 2      |
| -    | Louis Dupichot      | Ailier           | 2      |
| -    | Baptiste Chouzenoux | 3e ligne aile    | 2      |
| -    | Ibrahim Diallo      | 3e ligne aile    | 2      |
| 18   | Janick Tarrit       | Talonneur        | 1      |
| -    | Cedate Gomes Sa     | Pilier           | 1      |
| -    | Hassane Kolingar    | Pilier           | 1      |
| -    | Thomas Moukoro      | Pilier           | 1      |
| -    | Enzo Benmegal       | Ailier           | 1      |
| -    | Inia Tabuavou       | Centre           | 1      |
| -    | Anthime Hemery      | 3e ligne aile    | 1      |
| -    | Fabien Sanconnie    | 2e ligne         | 1      |
| -    | Teddy Iribaren      | Demi de mêlée    | 1      |
| -    | Ben Volavola        | Demi d'ouverture | 1      |
| -    | Guram Gogichashvili | Pilier           | 1      |
| -    | Gia Kharaishvili    | Pilier           | 1      |
| -    | Trevor Nyakane      | Pilier           | 1      |

#### Compétitions de l'EPCR
Les nombres précédés d'un signe plus (+10 par exemple), correspondent au points inscrits lors de l'unique match de Challenge Cup disputé par le Racing 92, en plus de la phase de poule de la Champions Cup.
| Rang | Joueur             | Poste            | Points | Essais | Transf. | Pén. | Drops |
| ---- | ------------------ | ---------------- | ------ | ------ | ------- | ---- | ----- |
| 1    | Finn Russell       | Demi d'ouverture | 22     | -      | 5       | 4    | -     |
| 2    | Kitione Kamikamica | 3e ligne centre  | 10     | 2      | -       | -    | -     |
| -    | Christian Wade     | Ailier           | 10     | 2      | -       | -    | -     |
| -    | Thomas Moukoro     | Pilier           | 0+10   | 0+2    | -       | -    | -     |
| 5    | Nolann Le Garrec   | Demi de mêlée    | 3+6    | -      | 0+3     | 1    | -     |
| 6    | Gaël Fickou        | Centre           | 5      | 1      | -       | -    | -     |
| -    | Francis Saili      | Centre           | 5      | 1      | -       | -    | -     |
| -    | Janick Tarrit      | Talonneur        | 5      | 1      | -       | -    | -     |
| -    | Donovan Taofifénua | Ailier           | 0+5    | 0+1    | -       | -    | -     |
| -    | Ben Volavola       | Demi d'ouverture | 0+5    | 0+1    | -       | -    | -     |
| 10   | Max Spring         | Arrière          | 0+2    | -      | 0+1     | -    | -     |

| Rang | Joueur             | Poste            | Essais |
| ---- | ------------------ | ---------------- | ------ |
| 1    | Kitione Kamikamica | 3e ligne centre  | 2      |
| -    | Christian Wade     | Ailier           | 2      |
| -    | Thomas Moukoro     | Pilier           | 0+2    |
| 4    | Gaël Fickou        | Centre           | 1      |
| -    | Francis Saili      | Centre           | 1      |
| -    | Janick Tarrit      | Talonneur        | 1      |
| -    | Donovan Taofifénua | Ailier           | 0+1    |
| -    | Ben Volavola       | Demi d'ouverture | 0+1    |

#### Total
| Rang | Joueur             | Poste            | Points | Essais | Transf. | Pén. | Drops |
| ---- | ------------------ | ---------------- | ------ | ------ | ------- | ---- | ----- |
| 1    | Finn Russell       | Demi d'ouverture | 261    | 2      | 46      | 53   | -     |
| 2    | Antoine Gibert     | Demi d'ouverture | 122    | 8      | 14      | 18   | -     |
| 3    | Nolann Le Garrec   | Demi de mêlée    | 55     | 3      | 11      | 6    | -     |
| 4    | Gaël Fickou        | Centre           | 40     | 8      | -       | -    | -     |
| 5    | Christian Wade     | Ailier           | 35     | 7      | -       | -    | -     |
| 6    | Juan Imhoff        | Ailier           | 30     | 6      | -       | -    | -     |
| -    | Donovan Taofifénua | Ailier           | 30     | 6      | -       | -    | -     |
| -    | Kitione Kamikamica | 3e ligne centre  | 30     | 6      | -       | -    | -     |

| Rang | Joueur             | Poste            | Essais |
| ---- | ------------------ | ---------------- | ------ |
| 1    | Antoine Gibert     | Demi d'ouverture | 8      |
| -    | Gaël Fickou        | Centre           | 8      |
| 3    | Christian Wade     | Ailier           | 7      |
| 4    | Juan Imhoff        | Ailier           | 6      |
| -    | Donovan Taofifénua | Ailier           | 6      |
| -    | Kitione Kamikamica | 3e ligne centre  | 6      |
| 7    | Max Spring         | Arrière          | 5      |
| -    | Olivier Klemenczak | Centre           | 5      |
| -    | Wenceslas Lauret   | 3e ligne aile    | 5      |
| 10   | Vinaya Habosi      | Ailier           | 4      |
| -    | Francis Saili      | Centre           | 4      |

### Temps de jeu
Tous les joueurs ayant joué plus de 900 minutes toutes compétitions confondues durant cette saison. L'arrière Max Spring est le joueur ayant passé le plus de temps sur le terrain, prenant part à 28 rencontre sur les 33 disputées par le Racing cette saison. Le demi d'ouverture Antoine Gibert est lui le seul joueur à avoir joué les 26 matches de Top 14 de son club, en ayant en plus participé aux 4 rencontres de Champions Cup. Il n'a manqué que le huitième de finale de Challenge Cup face aux Lions.
| Rang | Joueur              | Poste            | Total | Top 14 | ERCC1 | ERCC2 |
| ---- | ------------------- | ---------------- | ----- | ------ | ----- | ----- |
| 1    | Max Spring          | Arrière          | 1791  | 1646   | 118   | 27    |
| 2    | Finn Russell        | Demi d'ouverture | 1697  | 1405   | 292   | -     |
| 3    | Ibrahim Diallo      | 3e ligne aile    | 1573  | 1455   | 103   | 15    |
| 4    | Nolann Le Garrec    | Demi de mêlée    | 1551  | 1348   | 150   | 53    |
| 5    | Boris Palu          | 2e ligne         | 1523  | 1356   | 167   | -     |
| 6    | Baptiste Chouzenoux | 3e ligne aile    | 1440  | 1283   | 139   | 18    |
| 7    | Donovan Taofifénua  | Ailier           | 1417  | 1257   | 80    | 83    |
| 8    | Guram Gogichashvili | Pilier           | 1414  | 1296   | 94    | 24    |
| 9    | Janick Tarrit       | Talonneur        | 1412  | 1260   | 152   | -     |
| 10   | Fabien Sanconnie    | 2e ligne         | 1411  | 1286   | 125   | -     |
| 11   | Wenceslas Lauret    | 3e ligne aile    | 1366  | 1169   | 120   | 77    |
| 12   | Cameron Woki        | 3e ligne aile    | 1291  | 1085   | 126   | 80    |
| 13   | Francis Saili       | Centre           | 1264  | 1068   | 196   | -     |
| 14   | Antoine Gibert      | Demi d'ouverture | 1240  | 1196   | 44    | -     |
| 15   | Henry Chavancy      | Centre           | 1152  | 1126   | 26    | -     |
| 16   | Trevor Nyakane      | Pilier           | 1149  | 946    | 203   | -     |
| 17   | Juan Imhoff         | Ailier           | 1137  | 1001   | 80    | 56    |
| 18   | Gaël Fickou         | Centre           | 1065  | 825    | 240   | -     |
| 19   | Kitione Kamikamica  | 3e ligne centre  | 1030  | 828    | 202   | -     |
| 20   | Olivier Klemenczak  | Centre           | 994   | 826    | 88    | 80    |

## Sélections internationales
Trois joueurs du Racing participent au Rugby Championship 2022, les sud-africains Nyakane et Gelant (3 et 1 match) et l'ailier argentin Juan Imhoff, qui joua 2 matches, marquant un essai. Durant la tournée d'automne, aucun de ces joueurs ne fût aligné, mais ce fût le cas pour le Géorgien Guram Gogichashvili, les Fidjiens Volavola et Kamikamica, l'Écossais Finn Russell et les Français Gaël Fickou et Cameron Woki. Ce dernier, blessé en début d'année, ne pu disputer le Tournoi des Six Nations, pour lequel ont été appelé Fickou, mais aussi Le Garrec, et Russell.
| Joueur              | Poste            | Pays           | Compétitions            | Compétitions      | Compétitions | Compétitions | Sélections (points) |
| Joueur              | Poste            | Pays           | Rugby Championship 2022 | Championship 2023 | Test match   | Tournoi 2023 | Sélections (points) |
| ------------------- | ---------------- | -------------- | ----------------------- | ----------------- | ------------ | ------------ | ------------------- |
| Gaël Fickou         | Centre           | France         | Non                     | Non               | Oui          | Oui          | 8 (10)              |
| Finn Russell        | Demi d'ouverture | Écosse         | Non                     | Non               | Oui          | Oui          | 6 (57)              |
| Guram Gogichashvili | Pilier           | Géorgie        | Non                     | Non               | Oui          | Non          | 4 (0)               |
| Cameron Woki        | 2e ligne         | France         | Non                     | Non               | Oui          | Non          | 3 (0)               |
| Trevor Nyakane      | Pilier           | Afrique du Sud | Oui                     | Non               | Non          | Non          | 3 (0)               |
| Juan Imhoff         | Ailier           | Argentine      | Oui                     | Non               | Non          | Non          | 2 (5)               |
| Ben Volavola        | Demi d'ouverture | Fidji          | Non                     | Non               | Oui          | Non          | 1 (2)               |
| Warrick Gelant      | Arrière          | Afrique du Sud | Oui                     | Non               | Non          | Non          | 1 (0)               |
| Kitione Kamikamica  | 3e ligne         | Fidji          | Non                     | Non               | Oui          | Non          | 1 (0)               |